# Berberis darwinii
Berberis darwinii és una espècie botànica d'arbust espinós perennifoli que habita al sud de Xile i zones amb serralades del sud de l'Argentina.

## Descripció

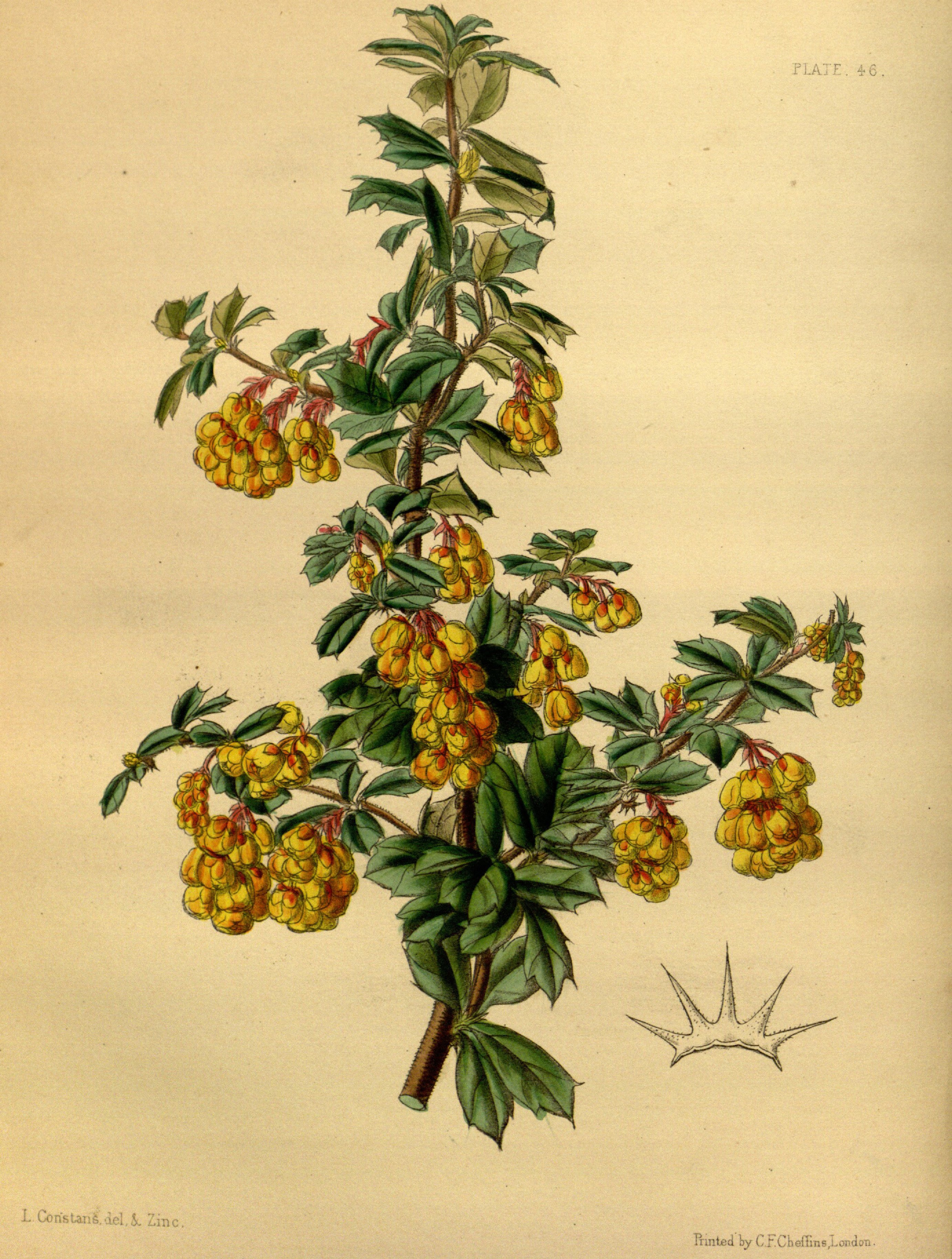
II·lustració

És una planta llenyosa d'aproximadament 1,5 a 4 m d'alçada. Les seves fulles són dures, amb la nervadura visible i el feix de color verd brillant, de 12 a 25 mm de longitud i de 5 a 12 mm d'ample. La làmina de la fulla és convexa i de forma romboide o ovalada, amb tres petites espines als vèrtexs. Les flors són pentàmeres, de 4 a 5 mm de longitud, de color groc ataronjat i s'agrupen en raïms de 2 a 7 cm de longitud. El fruit és una baia negra blavosa amb llavors riques en amigdalina, un compost per a dissuadir els herbívors.
Al clima temperat plujós del sud de Xile hi floreix durant tota la primavera i part de l'estiu, però produeix pocs fruits a causa de la fragilitat de les seves flors, que són arrancades pel vent i la pluja.

## Usos
L'arrel i l'escorça s'usen per a tenyir la llana de color groc. Els seus fruits, semblants als del calafate, són comestibles igual que les seves flors, que tenen un gust àcid.
S'usa més com a planta ornamental a Gran Bretanya que a l'Argentina i Xile, però a les seves terres d'origen es reconeix com d'atractiu pot resultar el contrast entre les seves flors grogues i el fullatge fosc i brillant.

## Taxonomia
Berberis darwinii va ser descrita per William Jackson Hooker i publicada a Icones Plantarum 7: pl. 672. 1844.

### Etimologia
- Berberis: nom genèric, que és la forma llatinitzada del nom àrab de la fruita.[2]
- darwinii: epítet atorgat en honor de Charles Darwin (1809 – 1882).

### Sinonímia
- Berberis costulata Gand.
- Berberis darwinii var. darwinii
- Berberis darwinii var. magellanica Ahrendt
- Berberis knightii (Lindl.) K.Koch
- Mahonia knightii Lindl.[3]